# Uzbekistanski Arapi
Uzbekistanski Arapi, malena arapska etnička grupa nastanjena danas na području Uzbekistana u provincijama Buhara i Samarkand. Potomci su nekoliko arapskih plemena koji su ovamo pristigli na prijelazu iz 15. na 16. stoljeće iz sjevernog Afganistana osnovavši kishlak Jeinov u oblasti Kashkadarya, a dolazi od ja-yi naw (=novo mjesto, na perzijskom) ili od ji'na (stigli smo).
Uzbekistanski Arapi govore posebnim arapskim jezikom koji se zove uzbekistanski arapski [auz]. Zajednica je endogamna i ne miješaju se s govornicima drugih jezičnih skupina. Žive od poljodjelstva i stočarstva (goveda). Muslimani (hanafi suniti)